# Parmelinopsis microlobulata
Parmelinopsis microlobulata är en lavart som först beskrevs av D. D. Awasthi, och fick sitt nu gällande namn av Elix & Hale. Parmelinopsis microlobulata ingår i släktet Parmelinopsis och familjen Parmeliaceae.   Inga underarter finns listade i Catalogue of Life.